# Hrozîne, Korosten
Hrozîne (în ucraineană Грозине) este un sat în comuna Sînhaii din raionul Korosten, regiunea Jîtomîr, Ucraina.

## Demografie
Componența lingvistică a localității Hrozîne
     Ucraineană (96,98%)
     Rusă (2,69%)
     Alte limbi (0,24%)
Conform recensământului din 2001, majoritatea populației localității Hrozîne era vorbitoare de ucraineană (96,98%), existând în minoritate și vorbitori de rusă (2,69%).